# Cerro de la Barca

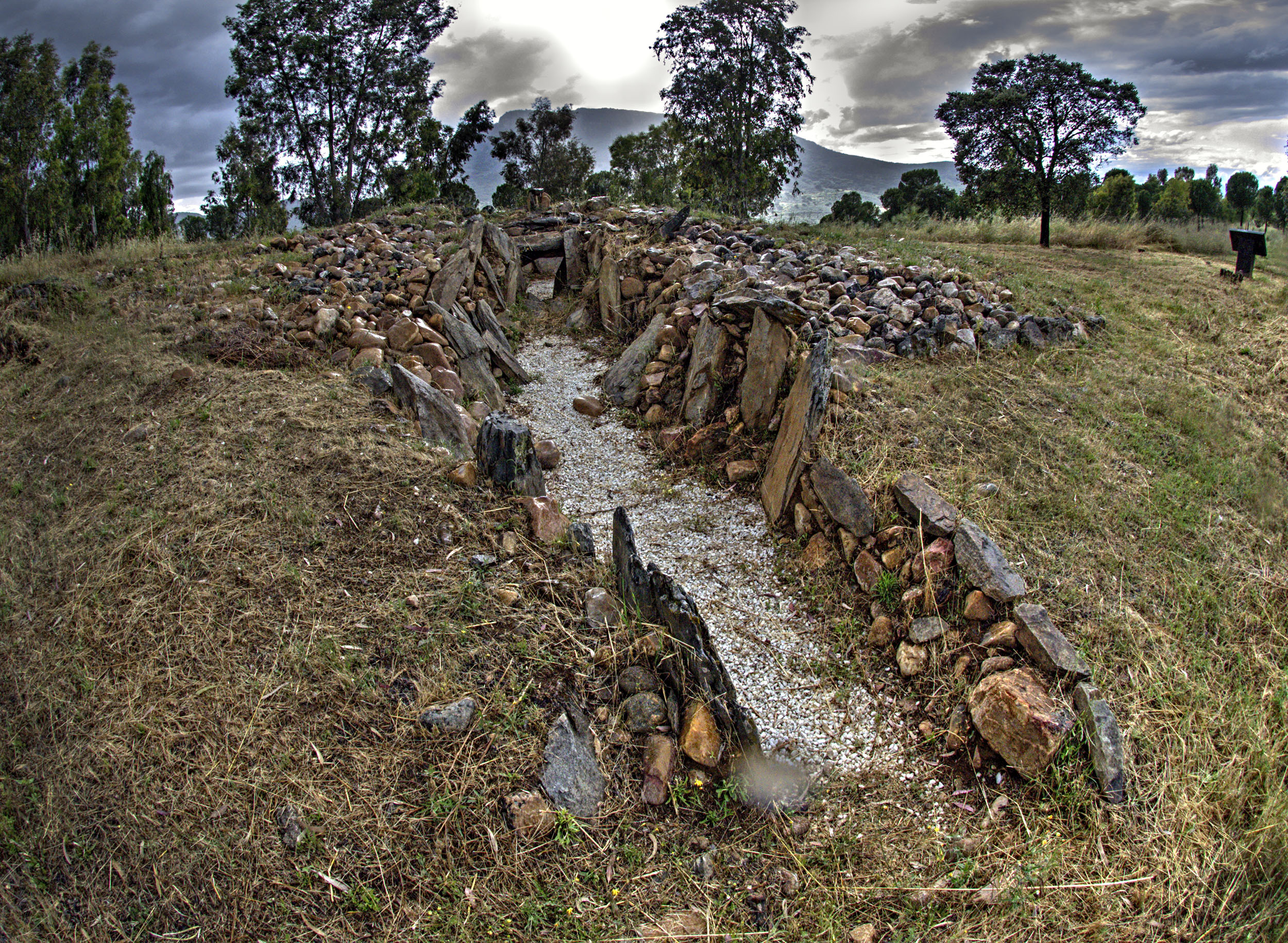
Dolmen Cerro de la Barca

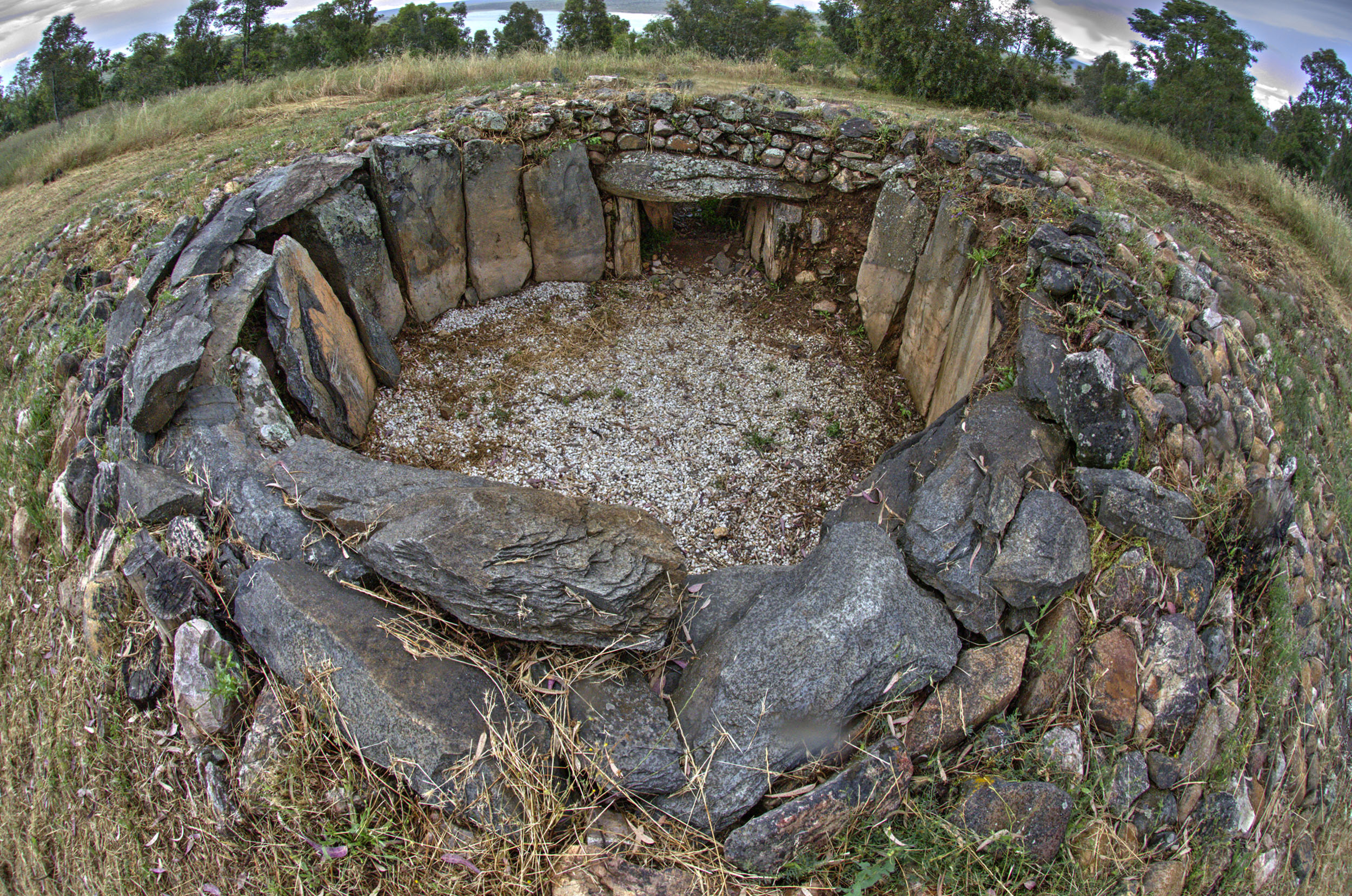
Dolmen Cerro de la Barca

Der neolithische Dolmen Cerro de la Barca (auch Dolmen von Valdecaballeros oder Tholos del Cerro de la Barca genannt) liegt auf einem Hügel südöstlich von Valdecaballeros in der Provinz Badajoz in der spanischen Extremadura.

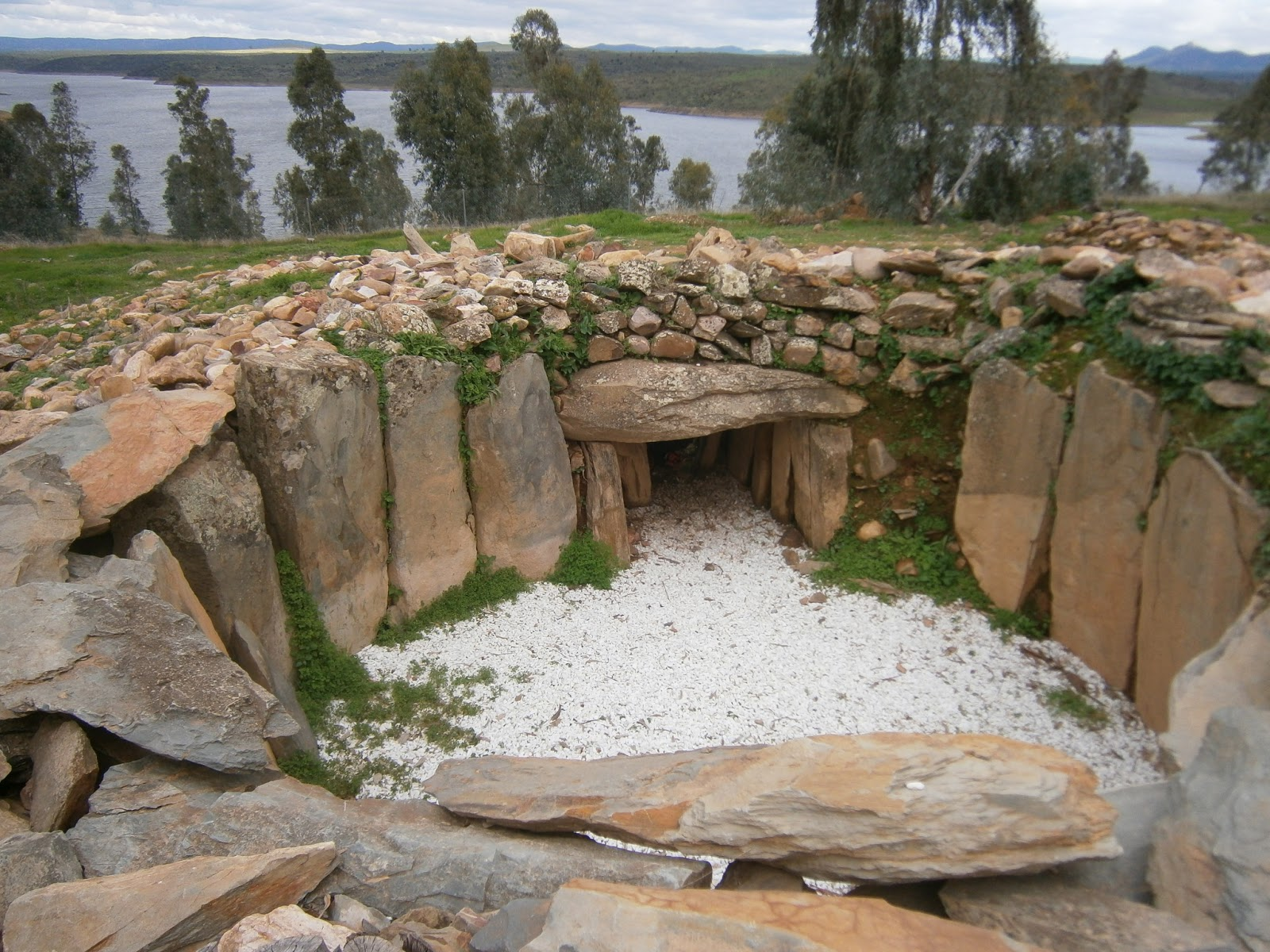
Dolmen Cerro de la Barca

Der in nicht mehr zu bestimmenden Zeiten geplünderte Dolmen wurde im Jahr 2010 dokumentiert und renoviert. Die runde Kammer, die Ähnlichkeiten mit dem Dolmen von Lácara und dem Dolmen del Tremedal aufweist, besteht aus mit feinen Gravuren und Tassen dekorierten Orthostaten und undefinierbaren Farbresten. Er besteht aus einer Kammer und einem langen, breiten Gang. Von Gang und Kammer sind die Seitensteine erhalten, während die Deckenausbildung fehlt. Relativ vollständig ist das Trilithen-Portal.
In der Nähe liegt auf einer Landzunge am Zusammenfluss des Guadiana mit dem Guadalupe, zwischen den Gemeinden Valdecaballeros Castilblanco und Herrera del Duque das nicht untersuchte Castro del Cerro de la Barca, eine Festung aus der Eisenzeit.